# Muryny Wielkie
Muryny Wielkie, Murany Wielkie (biał. Мурыны Вялікія, Muryny Wialikija; ros. Мурины Великие, Muriny Wielikije) – wieś na Białorusi, w obwodzie brzeskim, w rejonie kamienieckim, w sielsowiecie Widomla, nad Leśną. Od wschodu graniczą z Kamieńcem.

## Historia
W XIX i w początkach XX w. położone były w Rosji, w guberni grodzieńskiej, w powiecie brzeskim, w gminie Kamieniec Litewski.
W dwudziestoleciu międzywojennym leżały w Polsce, w województwie poleskim, w powiecie brzeskim, w gminie Kamieniec Litewski. W 1921 miejscowość liczyła 119 mieszkańców, zamieszkałych w 21 budynkach, wyłącznie Białorusinów wyznania prawosławnego.
Po II wojnie światowej w granicach Związku Sowieckiego. Od 1991 w niepodległej Białorusi.